# Brimeux
 Brimeux (Aussprache [bʁiˈmø]) ist eine französische Gemeinde mit 872 Einwohnern (Stand: 1. Januar 2022) im Département Pas-de-Calais in der Region Hauts-de-France. Sie gehört zum Arrondissement Montreuil und zum Gemeindeverband Les 7 Vallées. Die Einwohner werden Brimeusois und Brimeusoises genannt.

## Lage
Die Gemeinde Brimeux liegt an der Canche, sechs Kilometer südöstlich von Montreuil-sur-Mer. Nachbargemeinden von Brimeux sind Marenla im Nordosten, Lespinoy im Osten, Campagne-lès-Hesdin im Süden, Boisjean im Südwesten, Beaumerie-Saint-Martin im Westen und Marles-sur-Canche im Nordwesten.

## Geschichte
Beim Torfabbau in Brimeux wurden ein fünf Meter langes Holzdeck, eine Zinnschale und Flocken aus Feuerstein entdeckt, was darauf hinweist, dass Brimeux bereits vor der Ankunft der Römer bewohnt war.
Während des Baus des Bahnhofs wurden verschiedene Gegenstände aus der gallorömischen Ära ausgegraben: Münzen, Gewichte und die Überreste einer Villa.
Das Gebiet wurde 842 von den einfallenden Normannen geplündert.
Es gibt Spuren der Motte der feudalen Burg, die dem Haus Brimeu, den Herren des Dorfes, gehörte.

### Name
Der Dorfname taucht erstmals 1042 in einer königlichen Urkunde auf und wurde dann Brivermacum geschrieben, ein lateinischer Name aus dem Keltischen für Brücke. Im Laufe der Jahre gab es verschiedene Schreibweisen wie Brivamagus, Brivomagus, Brimeaus (1153), Brimodio und Brimodium (1154), Brimaus (1226), Brimeul (1415), Brimeu (1499) und schließlich Brimeux (1704).

### Bevölkerungsentwicklung
| Jahr      | 1962 | 1968 | 1975 | 1982 | 1990 | 1999 | 2006 | 2016 | 2022 |
| Einwohner | 630  | 642  | 618  | 616  | 660  | 688  | 735  | 839  | 872  |

## Sehenswürdigkeiten
- Kirche Saint-Pierre et Saint-Paul aus dem 15. Jahrhundert – Monument historique[1]

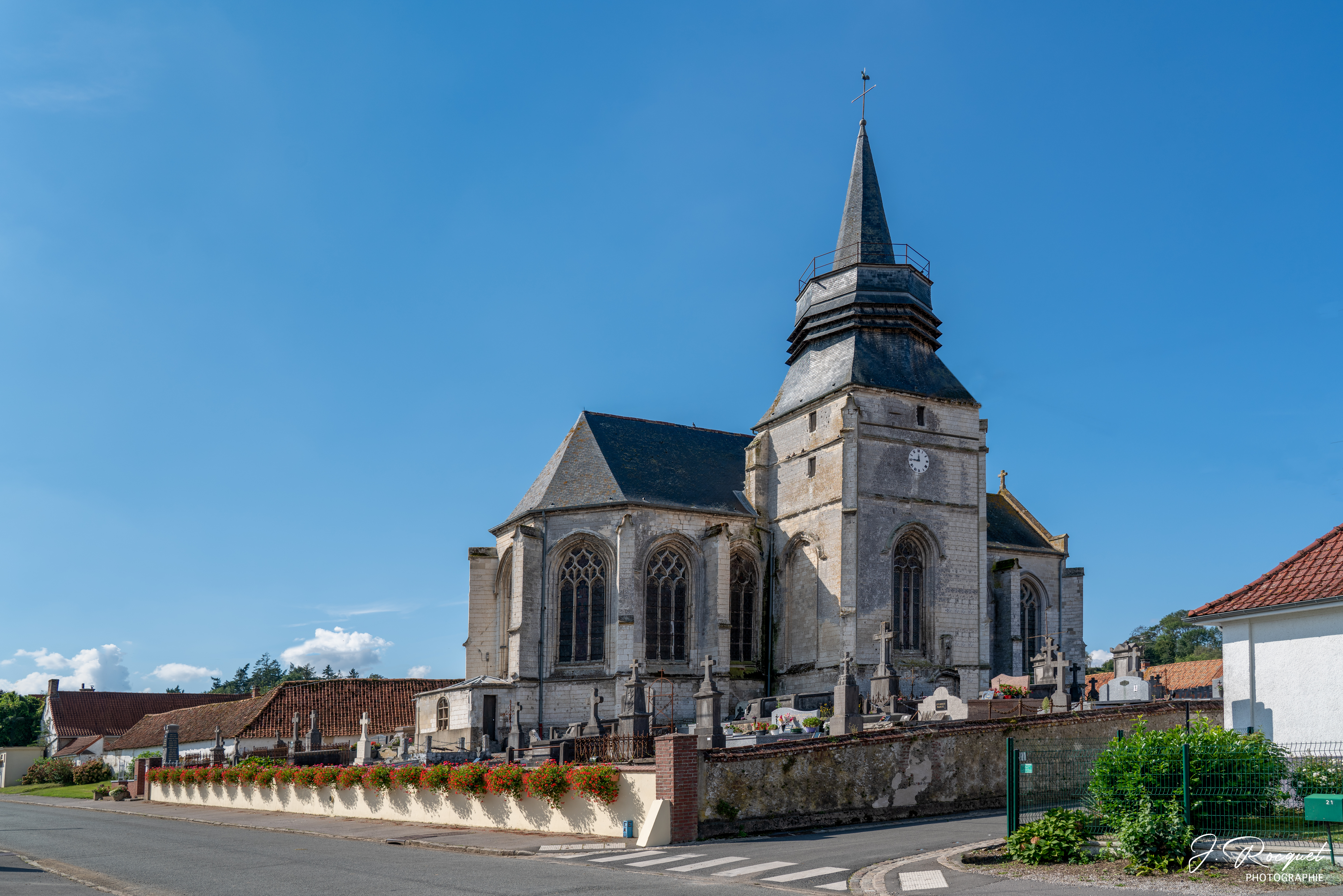
Kirche Saint-Pierre et Saint-Paul
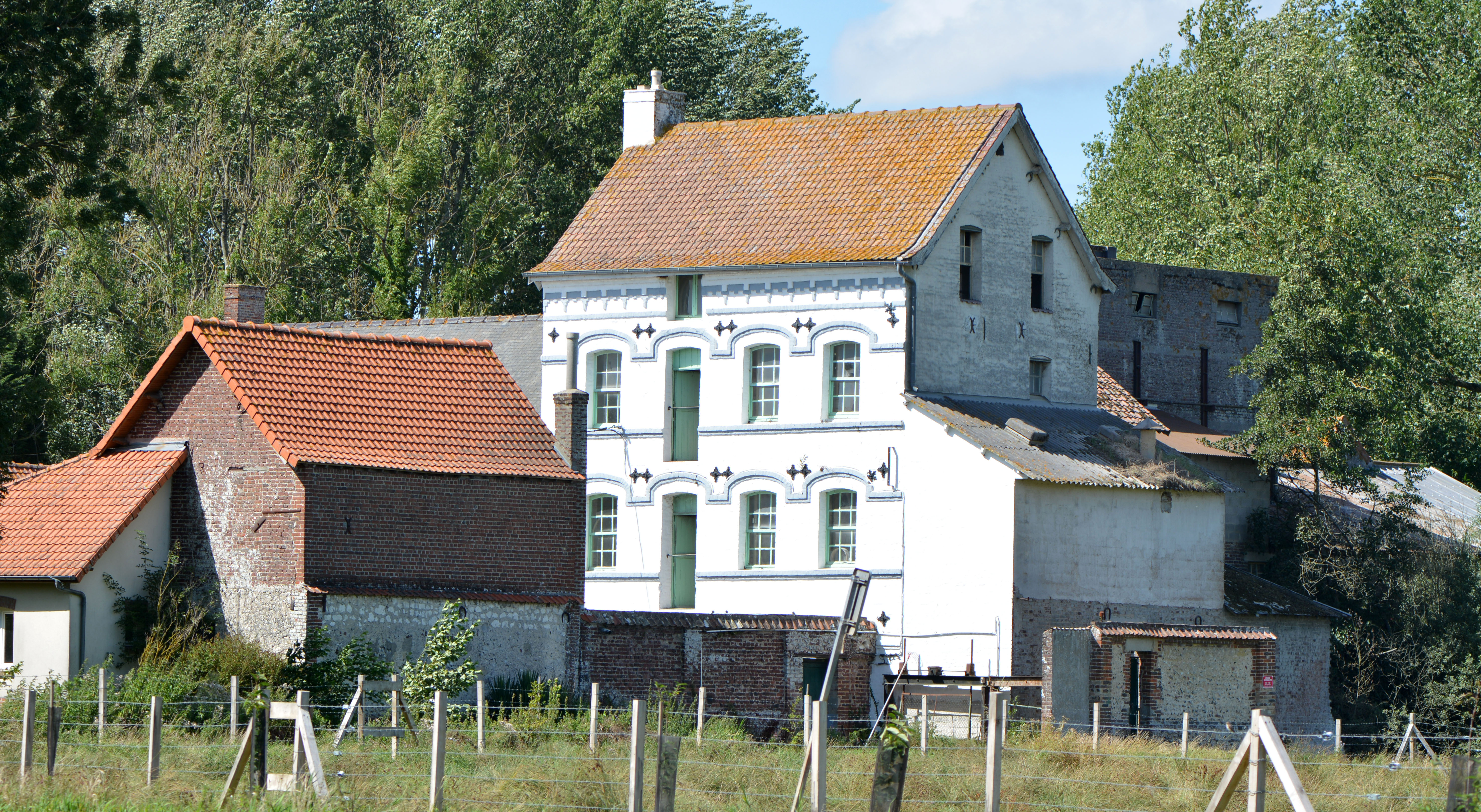
Mühle von Brimeux
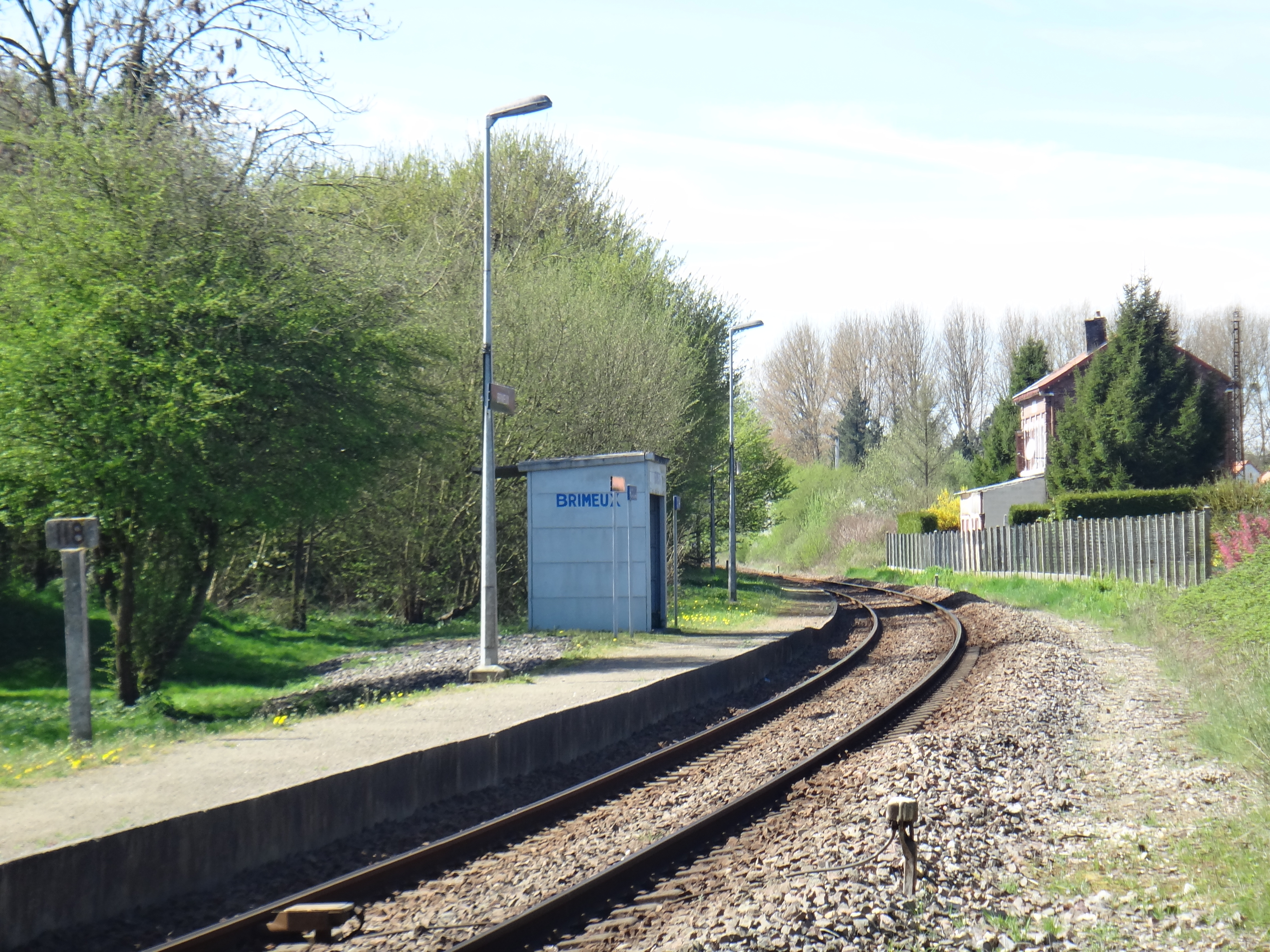
Bahnhof
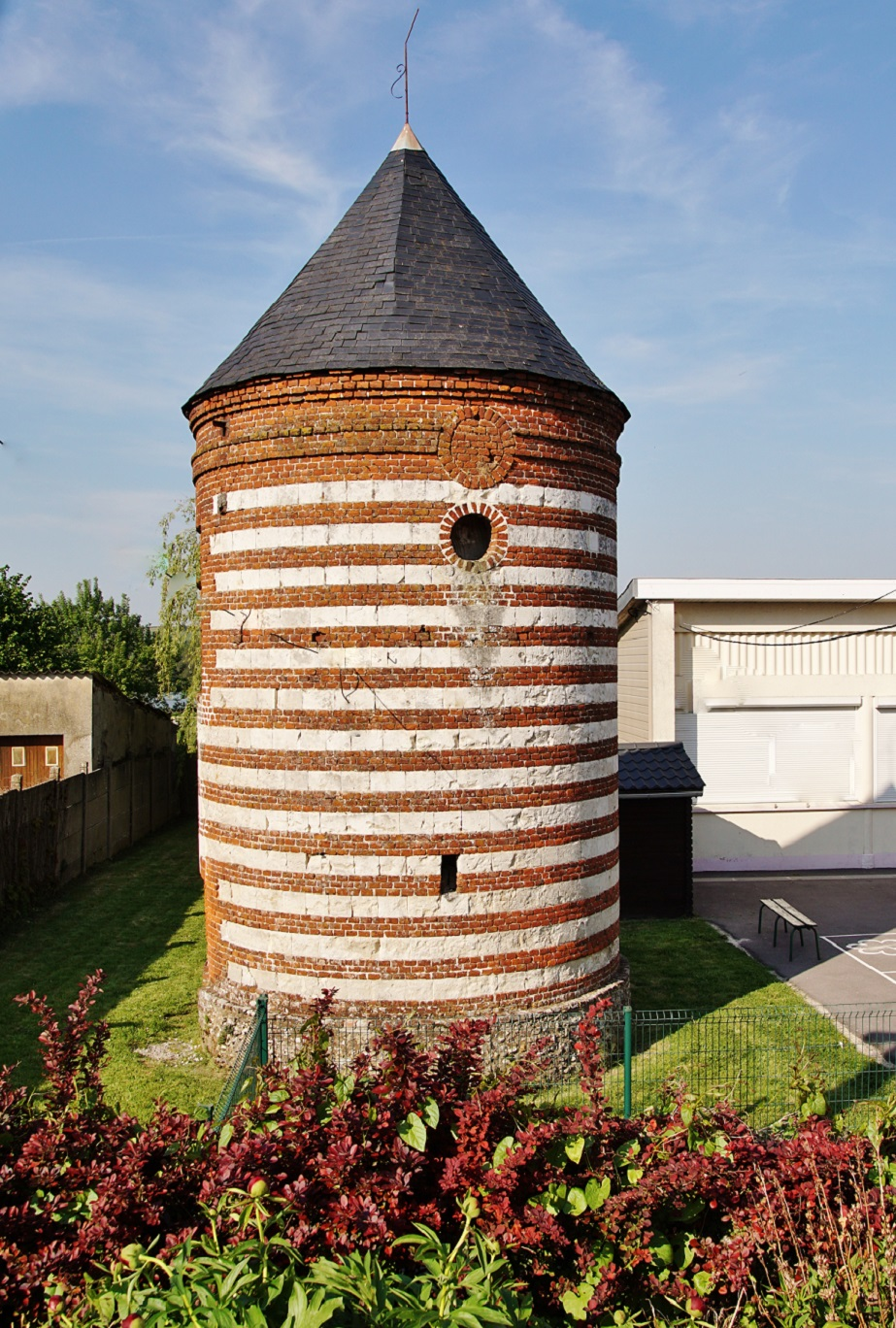
Taubenturm